# 慈巴溝
慈巴溝是中華人民共和國西藏自治區林芝市察隅縣的一條河谷。

## 地理
慈巴溝位於喜马拉雅山与横断山脉交汇处，源自阿扎冰川，自北向南流入察隅河的支流桑曲，流域南北长76公里，东西宽33公里，面积1014平方千米，南部河口最低海拔僅1491公尺，北部的山峰海拔最高達6167公尺，3至9月份潮湿多雨，10月份至翌年2月份降雨偏少。

## 生態
慈巴溝南部生物资源较丰富，有森林面积553.64平方千米，森林覆盖率54.6%，維管束植物數量占西藏自治區植物科、属、种总数的71%、43%和24%，有中国国家一级保护植物云南红豆杉和长蕊木兰。陆生脊椎动物占西藏地区陆生脊椎动物种数的24.8%，有中国国家一级保护动物15种，二级保护动物35种。